# Aeroporto Internazionale Hamad

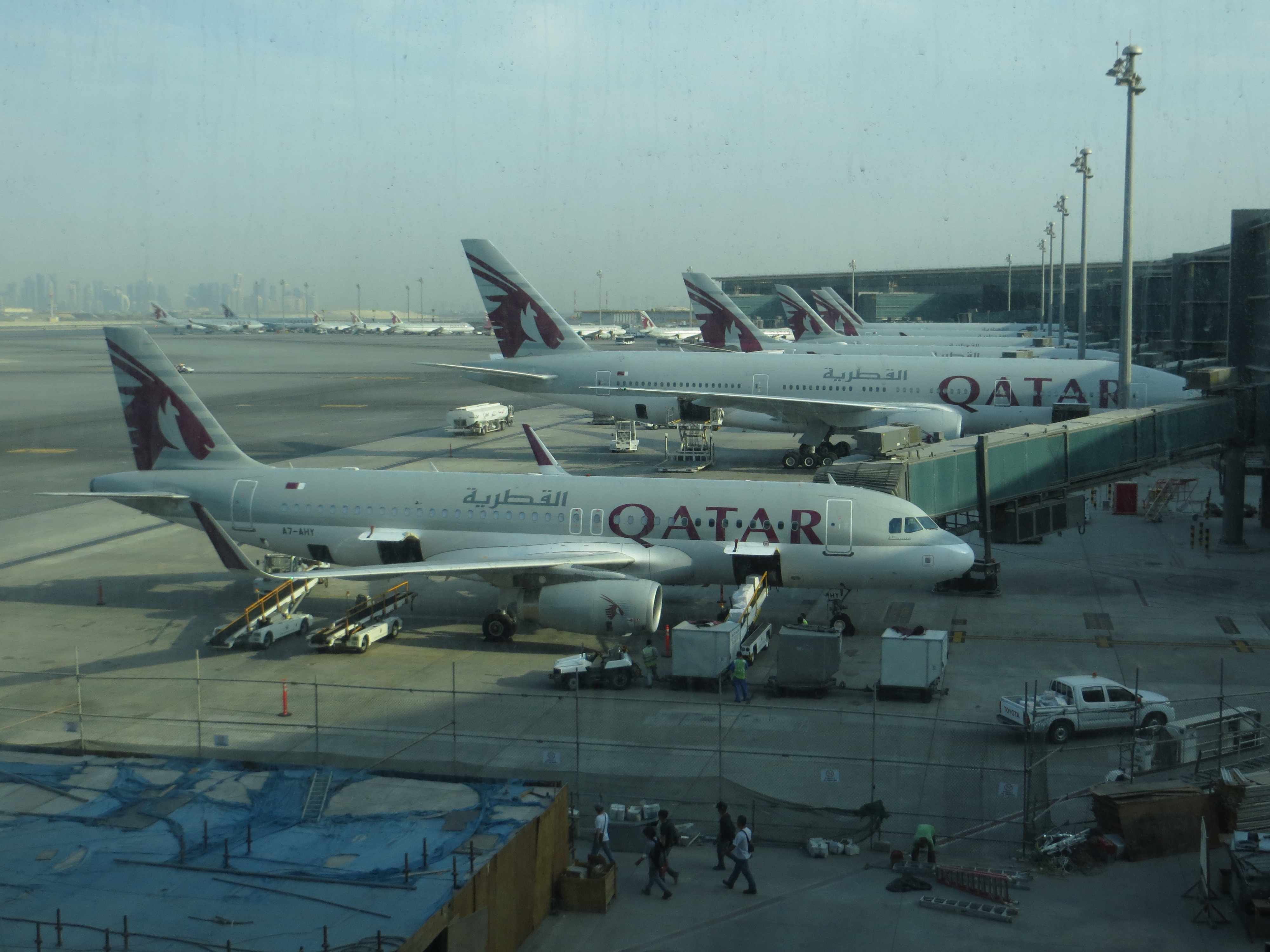
Airbus A320-200 della Qatar Airways effettuano scalo.

L'Aeroporto Internazionale Hamad (in arabo: مطار حمد الدولي) (IATA: DOH, ICAO: OTHH), precedentemente conosciuto come Nuovo Aeroporto Internazionale di Doha, è un aeroporto della città di Doha, capitale del Qatar, unico aeroporto commerciale del Paese. L'aeroporto avrebbe dovuto essere aperto già nel 2009, ma a causa di una serie di ritardi venne aperto solo il 30 aprile 2014 con una cerimonia inaugurale dove Qatar Airways ha effettuato il primo atterraggio con un volo partito proprio dal vecchio aeroporto, l'Aeroporto Internazionale di Doha. Da quel giorno hanno incominciato a operarvi 10 compagnie, in attesa del trasferimento di tutte le compagnie che operano nel vecchio aeroporto, compresa Qatar Airways, avvenuto il 27 maggio 2014.

## Progetto e sviluppo
L'Aeroporto Internazionale di Hamad è stato progettato per far fronte al crescente volume di traffico presso l'aeroporto esistente. L'aeroporto è in grado di gestire 29 milioni di passeggeri annui, tre volte la capacità del vecchio aeroporto. Al termine dei lavori, sarà in grado di gestire fino a 50 milioni di passeggeri all'anno, anche se alcune stime suggeriscono che l'aeroporto potrà essere in grado di gestire fino a 93 milioni di passeggeri all'anno, diventando così il secondo aeroporto più grande della regione dopo il Dubai World Central. Si prevede inoltre che gestirà 320 000 movimenti di aeromobili e 2 milioni di tonnellate di merci all'anno. Le aree check-in e le aree commerciali saranno 12 volte più grandi di quelle del vecchio aeroporto. L'aeroporto, costruito 5 chilometri a est del vecchio, una volta completato sarà grande due terzi delle dimensioni della città di Doha, occupando più di 14 km², di cui la metà su terreni bonificati.
L'aeroporto è stato ispirato a un'oasi del deserto: molti degli edifici avranno dunque un motivo d'acqua, con tetti che ricordano un'onda, decorati con piante del deserto alimentate da acqua riciclata.
Il comitato direttivo ha assegnato il contratto per lo sviluppo dell'aeroporto alla Bechtel. Il contratto prevede la progettazione, la direzione dei lavori e la gestione progettuale degli impianti. Il terminal è stato progettato dallo studio di architettura HOK. Il contratto di ingegneria, approvvigionamento e costruzione sia per la prima sia per la seconda fase sono state affidate alla turca TAV Costruction e alla giapponese Taisei Corporation.

## Storia
La pianificazione della costruzione del nuovo aeroporto fu annunciata nel 2003 e la costruzione dell'impianto ebbe inizio nel 2005.
Le operazioni cargo cominciarono il 1º dicembre 2013, con un volo inaugurale della Qatar Airways Cargo in arrivo dall'Europa. L'Aeroporto Internazionale di Hamad avrebbe dovuto incominciare le operazioni passeggeri nel mese di gennaio 2014, dopo che venne rimandata la data d'apertura originale del 2 aprile 2013 poche ore prima dell'inaugurazione e rinviata a tempo indeterminato a causa di problemi insoddisfacenti relativi alla sicurezza che richiesero un'ulteriore revisione. Dopo la serie di ritardi, la prima fase è stata aperta il 30 aprile 2014. La terza e ultima fase era prevista per il 2015.
Abdul Aziz Al Noaimi, presidente dell'Autorità per l'Aviazione Civile del Qatar e portavoce di Qatar Airways, principale compagnia dell'aeroporto, ha indicato che l'aeroporto si sarebbe chiamato "Hamad".
L'aeroporto ha accolto il suo primo volo, un Airbus A320 della Qatar Airways con a bordo ospiti e autorità il 30 aprile 2014, atterrato alle 11:30 ora locale. Giornalisti e altri funzionari erano al manicotto d’imbarco per salutare i passeggeri e incominciare una piccola cerimonia di inaugurazione dell'aeroporto.
Da quel giorno Air Arabia, Air India Express, Biman Bangladesh Airlines, flydubai, Iran Air, Nepal Airlines, Pakistan International Airlines, Pegasus Airlines, Syrian Air e Yemenia, che già operavano nel vecchio aeroporto, hanno spostato i loro voli all'Aeroporto Internazionale Hamad. Tutte le altre compagnie hanno spostato i loro voli nel nuovo aeroporto la notte tra il 27 e il 28 maggio 2014 quando il vecchio aeroporto venne chiuso al traffico commerciale; tra queste anche Qatar Airways, la quale è la principale utilizzatrice dell'aeroporto in quanto suo hub.

## Caratteristiche tecniche

### Terminal
L'aeroporto è costituito da un unico terminal suddiviso in tre moli:
- Il molo A dispone di dieci manicotti d'imbarco per le operazioni di imbarco e sbarco passeggeri e si trova a ovest dell'area check-in e della hall del terminal. Due dei dieci manicotti sono progettati per accogliere l'Airbus A380.
- Il molo B dispone di dieci manicotti d'imbarco e si trova a est dell'area check-in. Ha aperto il 30 aprile 2014, e ha accolto le prime 10 compagnie aeree che da quel giorno hanno trasferito le operazioni di volo dal vecchio al nuovo aeroporto di Doha. Due manicotti sono costruiti per accogliere l'Airbus A380. C'è un piccolo bar che si trova alla fine del molo, oltre all'area fumatori, l'area per famiglie, e un negozio duty-free. Le aree duty-free dell'aeroporto sono state aperte prima dell'inaugurazione del 27 maggio 2014.[10]
- Il molo C dispone di 13 manicotti d'imbarco, due dei quali costruiti appositamente per l'Airbus A380. Ci sono anche diversi gate per gli imbarchi via autobus per aerei parcheggiati ai remoti. È stato aperto il 27 maggio 2014.

È in fase di studio la costruzione di un secondo terminal qualora l'attuale terminal per il traffico passeggeri superasse il limite massimo. In quanto ciò sembra certo, sembra che il Terminal 2 potrebbe aprire in concomitanza con il campionato mondiale di calcio 2022 che si terrà proprio in Qatar.

### Piste
L'aeroporto ha due piste parallele, distanziate tra loro 2 km, che sono progettate per decolli e atterraggi simultanei. La prima è lunga 4 850 m e larga 60 m ed è considerata la pista più lunga dell'Asia occidentale, e anche una delle piste più lunghe del mondo. La seconda pista è invece lunga 4 250 m e larga 60 m.